# Naval Air Station Fallon

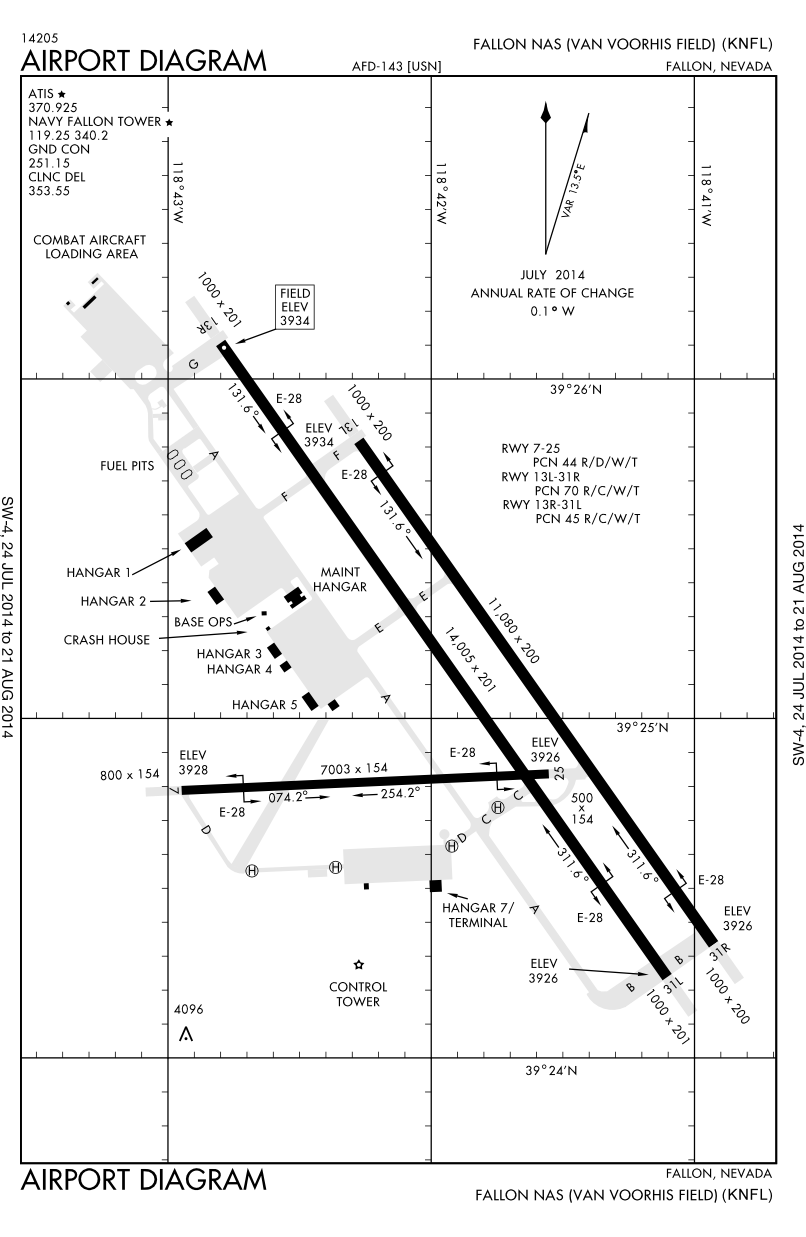
Piantina del complesso

Naval Air Station Fallon o NAS Fallon è la principale struttura di addestramento dell'aviazione della Marina Militare degli Stati Uniti. La Naval Air Station si trova a sud-est della città di Fallon, Nevada occidentale, negli Stati Uniti. Dal 1996, è stata sede della Naval Fighter Weapons School (TOPGUN). È anche la sede del Naval Aviation Warfighting Development Center (Centro di sviluppo per la guerra antincendio navale) con sigla NAWDC, che comprende TOPGUN, la Carrier Airborne Early Warning Weapons School (CAEWWS) e la Navy Rotary Wing Weapons School. Qui si svolge anche l'addestramento alla ricerca e soccorso (CSAR) di combattimento SEAL.

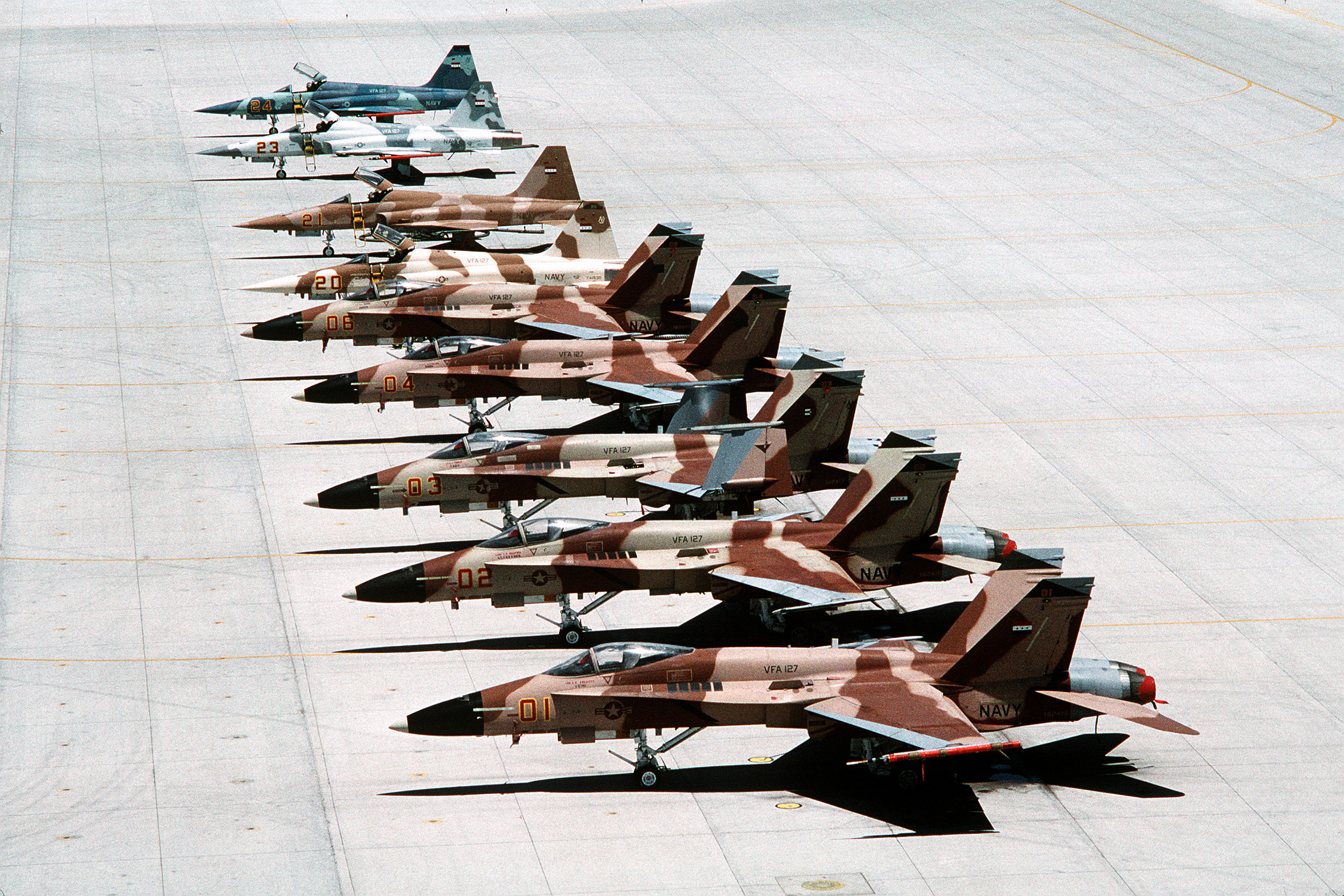
Aerei caccia parcheggiati nella NAS Fallon

L'aeroporto si chiama Van Voorhis Field in onore del Comandante Bruce Van Voorhis (1908–1943) che ha ricevuto una medaglia d'onore postuma per aver combattuto nella seconda guerra mondiale.